# Normandie-Niémen
Il nome Normandie-Niémen identifica, dal 1944 in avanti, un reparto da caccia dell'aeronautica militare francese ed ha origine nell'operato del 3e Groupe de Chasse Normandie, unità delle Forces aériennes françaises libres della Francia libera.
Il reparto fu costituito il 1 settembre del 1942 per operare sul fronte orientale durante la seconda guerra mondiale affiancato all'Unione Sovietica; dal 4 dicembre 1942 il personale fu a tal fine incorporato nei quadri della Vojska protivovozdušnoj oborony. Il 21 luglio del 1944 Iosif Stalin attribuì al reparto anche il nome Niémen per sottolinearne il contributo fornito durante la battaglia sul fiume che nasce nell'odierna Bielorussia.
All'epoca il "Normandie-Niémen" ricevette numerose decorazioni militari sia sovietiche che francesi e, alla fine del 1944, i suoi aviatori furono i primi francesi ad entrare militarmente sul territorio tedesco.
Da allora l'Armée de l'air ha utilizzato a più riprese il nome "Normandie-Niémen" per identificare uno dei propri reparti, in genere equipaggiato con aerei da caccia oppure cacciabombardieri.

## Storia

### La fondazione
Nel corso del 1941, potendo contare sulla fedeltà promessa da molti dei territori coloniali, il movimento France Libre (con sede a Londra) aveva raggiunto lo status di potenza alleata. Per favorire la sua causa, il generale Charles de Gaulle voleva che l'Unione Sovietica riconoscesse France Libre e il ruolo che il movimento avrebbe potuto svolgere nel promuovere una più stretta relazione tra i due paesi, nella speranza che questo allineamento sarebbe stato utile per la Francia in futuro come contrappeso politico al crescente potere dell'alleanza tra gli Stati Uniti d'America ed il Regno Unito.

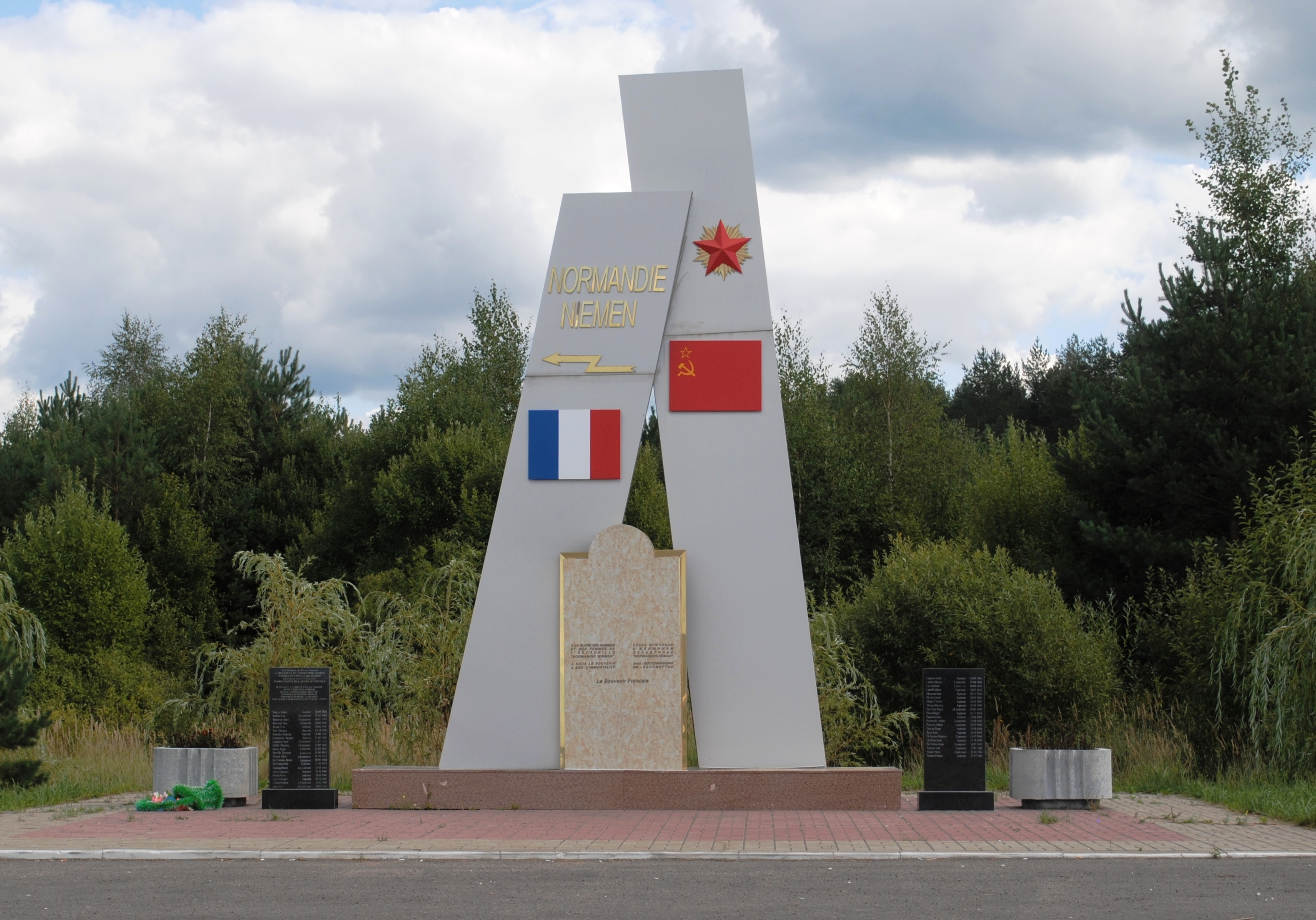
Monumento commemorativo del Groupe de Chasse Normandie-Niémen (nei pressi di Polotnânyj Zavod, Dzeržinskij rajon, Oblast' di Kaluga).

Stalin aveva risposto freddamente ai precedenti approcci del movimento, avvenuti tramite l'ambasciatore sovietico a Londra Iván Mihájlovič Májskij. La situazione politica cambiò con la nascita del Comitato Nazionale Francese: subito dopo i sovietici confermarono il loro riconoscimento di de Gaulle come leader della Francia libera ed espressero la loro intenzione di entrare in relazioni militari amichevoli al fine di promuovere la collaborazione sovietica con i territori francesi d'oltremare liberi. Mosca accreditò Alexander Efremovič Bogomolov presso il Comitato Nazionale Francese nel Regno Unito, gettando così le basi della cooperazione militare franco-sovietica.
In questo quadro politico e strategico, dopo circa un anno di colloqui informali tra il movimento France Libre, i rappresentanti dell'Unione Sovietica e di quelli del Regno Unito, il 1º settembre 1942 durante una visita alle forze armate francesi nel Medio Oriente, il generale Martial Valin decretò ufficialmente la creazione del Groupe de Chasse n°3.
Non è chiaro se l'istituzione del nuovo reparto sia avvenuta presso la base di Rayak (nell'odierno Libano) oppure a Damasco (in Siria); in ogni caso il suo comando fu affidato a Joseph Pouliquen e nei suoi quadri affluirono diversi piloti in precedenza operanti nel 1er Groupe de Chasse "Alsace". I voli d'addestramento iniziarono a partire dal 14 ottobre, su velivoli Dewoitine D.520.
In questa fase furono definiti il nome del reparto ("Normandie") e il nome delle tre squadriglie, ripreso da tre città normanne: nell'ordine, Rouen, Le Havre, Cherbourg. Anche lo stemma del reparto fu ripreso dall'armoriale della regione francese ed era costituito da uno scudo con due leopardi di colore oro, tra loro sovrapposti in campo rosso. In un secondo tempo, nella parte inferiore dello scudo, sarebbe comparso un fulmine di colore bianco, simbolo che compariva sulle fusoliere degli aerei della "303ª Divisione aerea da caccia", cui fu apparentato il "Normandie" durante le operazioni di guerra.

### Nella seconda guerra mondiale
Nel mese di novembre, i primi piloti e meccanici lasciarono il Libano per l'Unione Sovietica, che raggiunsero dopo un viaggio di oltre due settimane. La prima base sovietica del "Normandie" fu stabilita a Ivanovo, città situata a circa 300 chilometri a nord-est di Mosca.

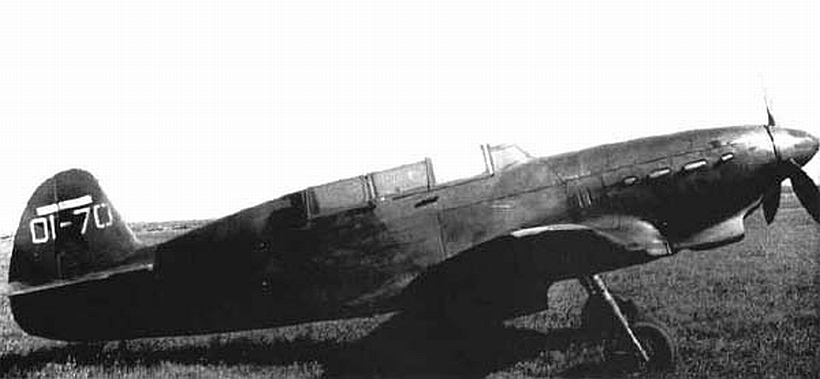
Yakovlev Yak-7V

Ufficialmente l'inquadramento del personale francese nella Vojska PVO avvenne il 4 dicembre del 1942 e nei giorni immediatamente successivi ai piloti francesi fu offerta la possibilità di scegliere i velivoli con cui dotare il reparto, che avrebbero potuto essere di produzione sovietica, inglese oppure statunitense: la scelta, senza esitazione, fu di utilizzare aerei sovietici e si concretizzò nell'impiego del caccia Yakovlev Yak-1 (noto anche come I-26), preceduto da un periodo di addestramento sulla versione biposto Yak-7V (in questo caso denominato UTI-26).
Con il trasferimento di Joseph Pouliquen presso la missione militare francese a Mosca, il 22 febbraio del 1943 il comando del "Normandie" passò a Jean Tulasne. Esattamente un mese dopo tredici Yak-1M del "Normandie" lasciarono Ivanovo in direzione di Polotnânyj Zavod (nei pressi di Kaluga), dove furono affiancati al 18° GvIAP. Le prime due vittorie furono conseguite il 5 aprile ai danni di due Focke-Wulf Fw 190 durante il ritorno da una missione di scorta a due cacciabombardieri Petlyakov Pe-2.
La prima campagna operativa del "Normandie" durò da marzo a novembre del 1943 e vide come principali teatri operativi il saliente di Kursk ed i dintorni di Char'kov; nel frattempo, a partire dal 12 luglio, il "Normandie" fu progressivamente fornito dei nuovi caccia Yakovlev Yak-9. Durante questo periodo il Gruppo venne accreditato di settantassette vittorie ma patì anche la perdita di ventuno dei piloti originariamente arruolati (compreso Jean Tulasne, sostituito nel ruolo di comandante da Pierre Pouyade a partire dal 17 luglio). Nell'inverno del 1943, il Gruppo, trasferito a Tula, fu riorganizzato e rinforzato, fino a raggiungere la nuova denominazione di "Reggimento" in funzione della creazione della quarta squadriglia, denominata Caen.
Il 26 maggio del 1944 prese avvio la seconda campagna di combattimenti: il "Normandie" fu inizialmente schierato a Dubrovka per prendere parte all'offensiva contro le truppe tedesche che occupavano la Bielorussia. Nel corso delle operazioni i piloti francesi si misero in luce tanto per le azioni dirette di attacco contro gli aerei nemici, quanto per la difesa dei cacciabombardieri sovietici; il 21 luglio per celebrare il superamento delle difese nemiche, ed in particolare l'attraversamento del fiume Niemen, Stalin concesse al reggimento francese l'onore di fregiarsi del titolo di "Reggimento del Niemen", integrando in tal modo il nome originale del reparto.

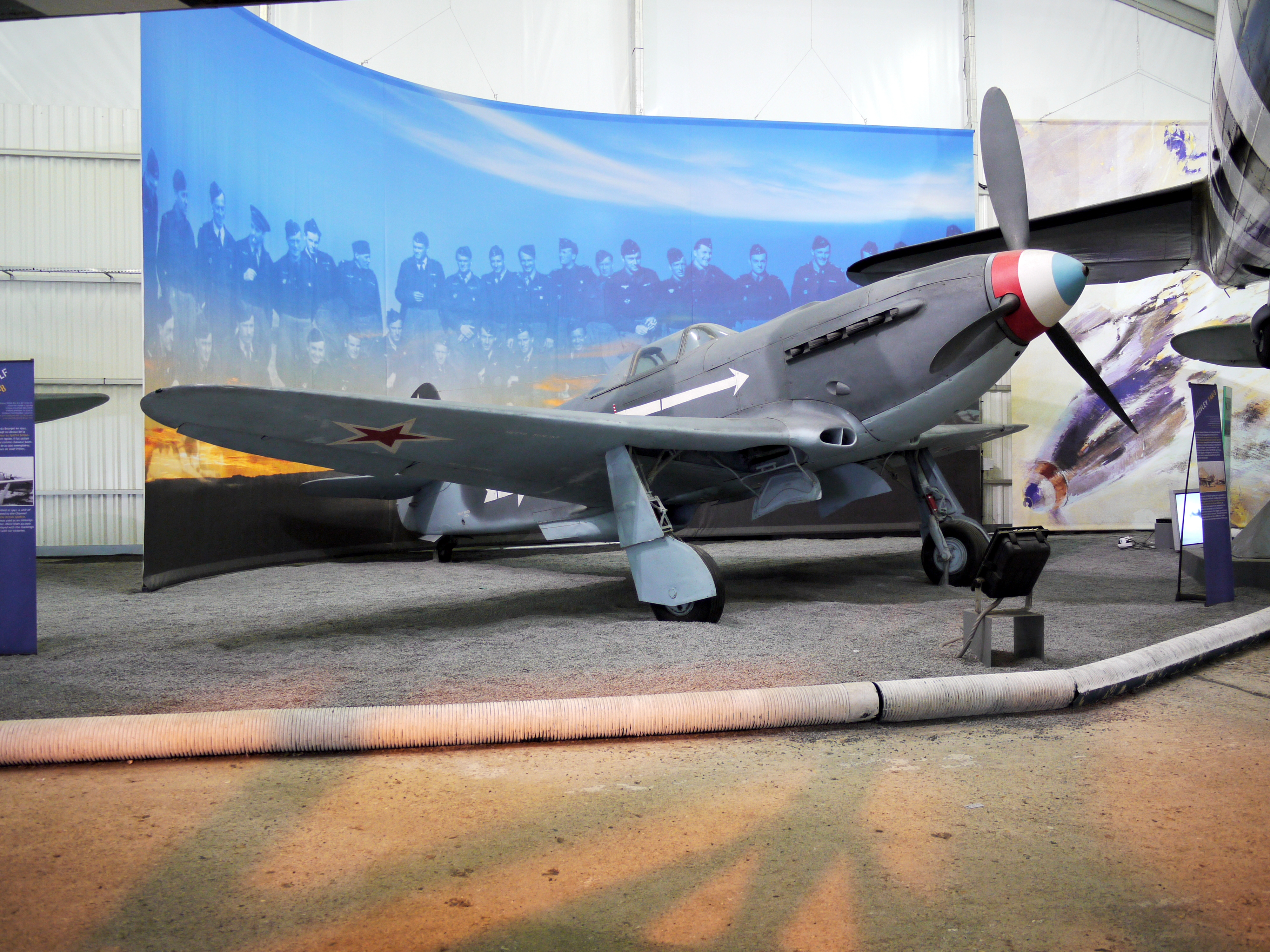
L'esemplare di Yak-3 esposto al Musée de l'air et de l'espace di Parigi. Sullo sfondo la foto dei membri del Groupe de Chasse Normandie-Niémen.

Nel corso della campagna il "Normandie-Niémen" era già stato rischierato a Mikantonys, in Lituania, il 14 luglio e, due settimane dopo, raggiunse Alytus dove fu ebbe inizio la consegna di nuovi caccia Yakovlev Yak-3. Proseguendo la loro offensiva verso il Mar Baltico e Königsberg (l'odierna Kaliningrad) le truppe dell'Armata Rossa portarono il reparto francese a combattere nei cieli della Prussia Orientale dove i piloti, posando i loro caccia sulla base di Gross-Kalweitchen dal 27 novembre 1944, furono i primi militari francesi ad entrare in territorio tedesco nel corso della guerra.
Il giorno 7 dicembre i piloti del reparto si recarono a Mosca per incontrare il generale de Gaulle che, due giorni dopo, decorò il reparto con l'Ordre de la Libération.
Dopo una breve pausa delle operazioni il "Normandie-Niemen" fu presto impegnato nella sua terza campagna di combattimenti: il 12 dicembre 1944 fu nominato comandante Louis Delfino, poiché molti dei veterani del reparto furono gratificati con un periodo di riposo, ed il reparto fu riorganizzato su tre squadriglie. Le nuove missioni furono portate a termine nei cieli della Prussia Orientale e della Polonia fino alla caduta della Germania, il 9 maggio del 1945.
Con la conclusione del conflitto sul teatro europeo, i piloti del "Normandie-Niemen" rientrarono nuovamente a Mosca dove, in omaggio alla loro esemplare condotta nei due anni di operazioni, furono ricompensati da Stalin ricevendo in dono gli aerei che avevano pilotato. Il giorno 20 giugno il reparto fece il proprio trionfale ritorno in patria, accolto da una folla enorme all'aeroporto di Parigi-Le Bourget.
Al termine della guerra il Groupe de Chasse Normandie-Niémen fu accreditato di 273 abbattimenti confermati (cui sarebbero da aggiungere altri abbattimenti "probabili") ottenuti durante 869 combattimenti aerei; per contro furono 42 i piloti deceduti o dispersi, 7 quelli rimasti feriti e 4 quelli caduti prigionieri in mano nemica.

### Nel dopoguerra
(Se non indicato diversamente, i dati sono tratti da "Normandie - Niemen Régiment de Chasse").
Una volta ritornato in patria il "Normandie-Niémen" fu schierato sulla base di Parigi-Bourget e mantenne in servizio gli Yak-3 portati dall'Unione Sovietica, affiancati per breve tempo da alcuni SNCAC NC-900 (versione costruita in Francia del Focke-Wulf Fw 190).

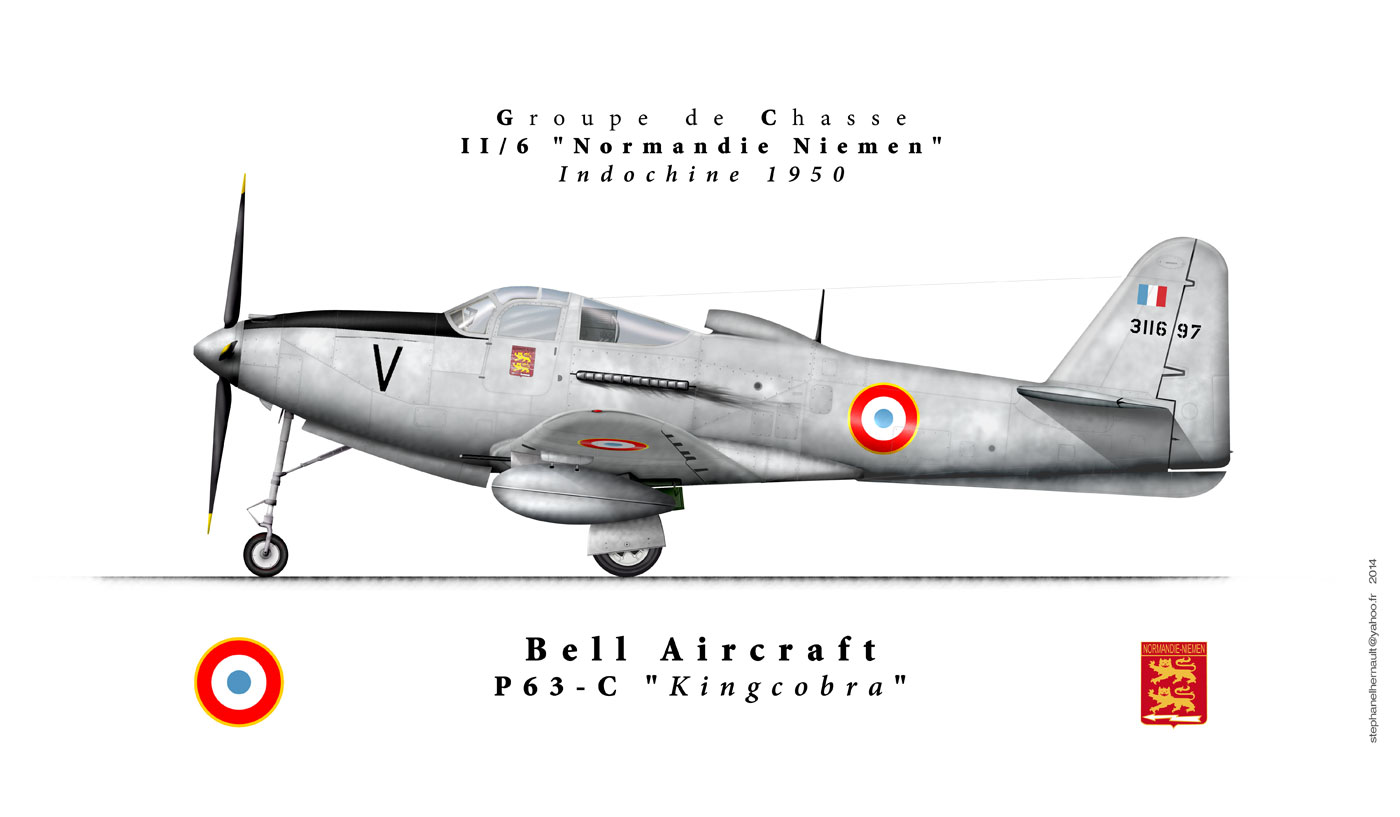
Riproduzione grafica del Kingcobra con le insegne del Groupe de Chasse II/6 "Normandie-Niémen".

In rapida successione, nell'ambito della riorganizzazione dell'Armée de l'air alla fine della guerra, il reparto prese il nome di Groupe de Chasse III/5 "Normandie-Niémen" e fu trasferito a Toussus-le-Noble nel 1946; l'anno successivo avvenne il rischieramento sulla base marocchina di Rabat-Salé ed il passaggio a bimotori britannici Mosquito che furono affiancati anche da caccia statunitensi Thunderbolt; nel 1947 il nome venne cambiato in Groupe de Chasse II/6 "Normandie-Niémen" mentre nel 1949 il reparto si trasferì sulla base tunisina Roland Garros di Biserta-Sidi Ahmed, dove cambiò nuovamente i propri aerei, questa volta in favore dei caccia Bell P-63 Kingcobra.
Ancora nel corso del 1949 il reparto fu destinato al servizio di prima linea nel corso della guerra d'Indocina, con l'arrivo a Saigon risalente al mese di ottobre; un anno dopo avvenne il passaggio su caccia Grumman F6F Hellcat che prestarono servizio fino al mese di maggio del 1951 quando il "Normandie-Niémen" rientrò in patria, dopo essersi guadagnato la Croix de Guerre des Theatres d'Operations Exterieurs, verso le basi di Avord e Mont-de-Marsan. Lo stazionamento sul territorio metropolitano fu tuttavia alquanto breve poiché prima della fine dell'anno il reparto fu nuovamente trasferito in Nordafrica, precisamente verso la base di Orano, in Algeria. Durante la permanenza sul territorio algerino il reparto fu dotato per la prima volta di aviogetti, con l'impiego di caccia SNCASE SE-532 Mistral, copia prodotta su licenza del britannico de Havilland DH.100 Vampire.
A partire dal 1954, a seguito delle prime schermaglie di quella che passerà alla storia come guerra d'Algeria, il "Normandie-Niémen" svolge dapprima operazioni di peacekeeping che, a partire dal 1957, si trasformeranno in vere e proprie missioni di appoggio tattico. In questo lasso temporale il reparto acquisì la denominazione di "Escadron de Chasse tout temps" in funzione delle capacità operative ognitempo acquisite con l'impiego di aerei SNCASO SO-4050 Vautour.
Con la proclamazione dell'indipendenza da parte dell'Ageria, il reparto rientrò in madrepatria presso la base di Orange-Caritat con il nome di "Escadron de Chasse tout temps II/30"; la base operativa cambiò ancora una volta nel corso del 1967 con il trasferimento a Reims-Champagne.

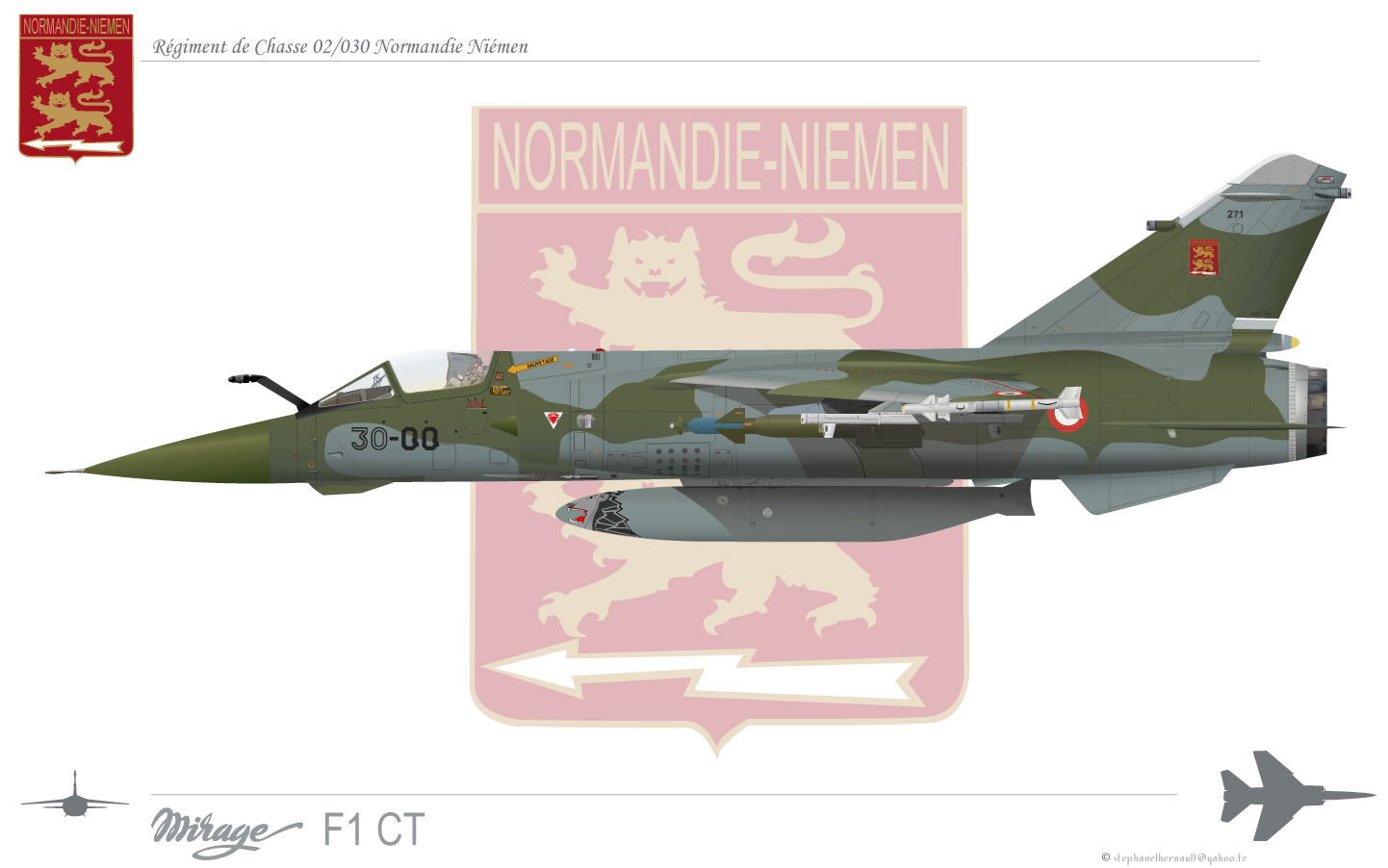
Rappresentazione di un Mirage F1C con le insegne del "Normandie-Niémen".

Nei giorni compresi tra il 24 ed il 29 luglio del 1971 il "Normandie-Niémen" tornò per la prima volta ad operare sul territorio dell'Unione Sovietica, impiegando per l'occasione aerei Dassault Mirage F1 che diventeranno il velivolo standard del reparto (tornato alla semplice denominazione "Escadron de Chasse") a partire dal 1974. Quattro anni dopo fu la volta di un gruppo di MiG-23, provenienti dalla base di Kubinka della V-VS, ad essere ospitati a Reims. La visita di aerei sovietici, questa volta Sukhoi Su-27, si ripeté nel settembre del 1992 in occasione del cinquantesimo anniversario della fondazione del "Normandie-Niémen".

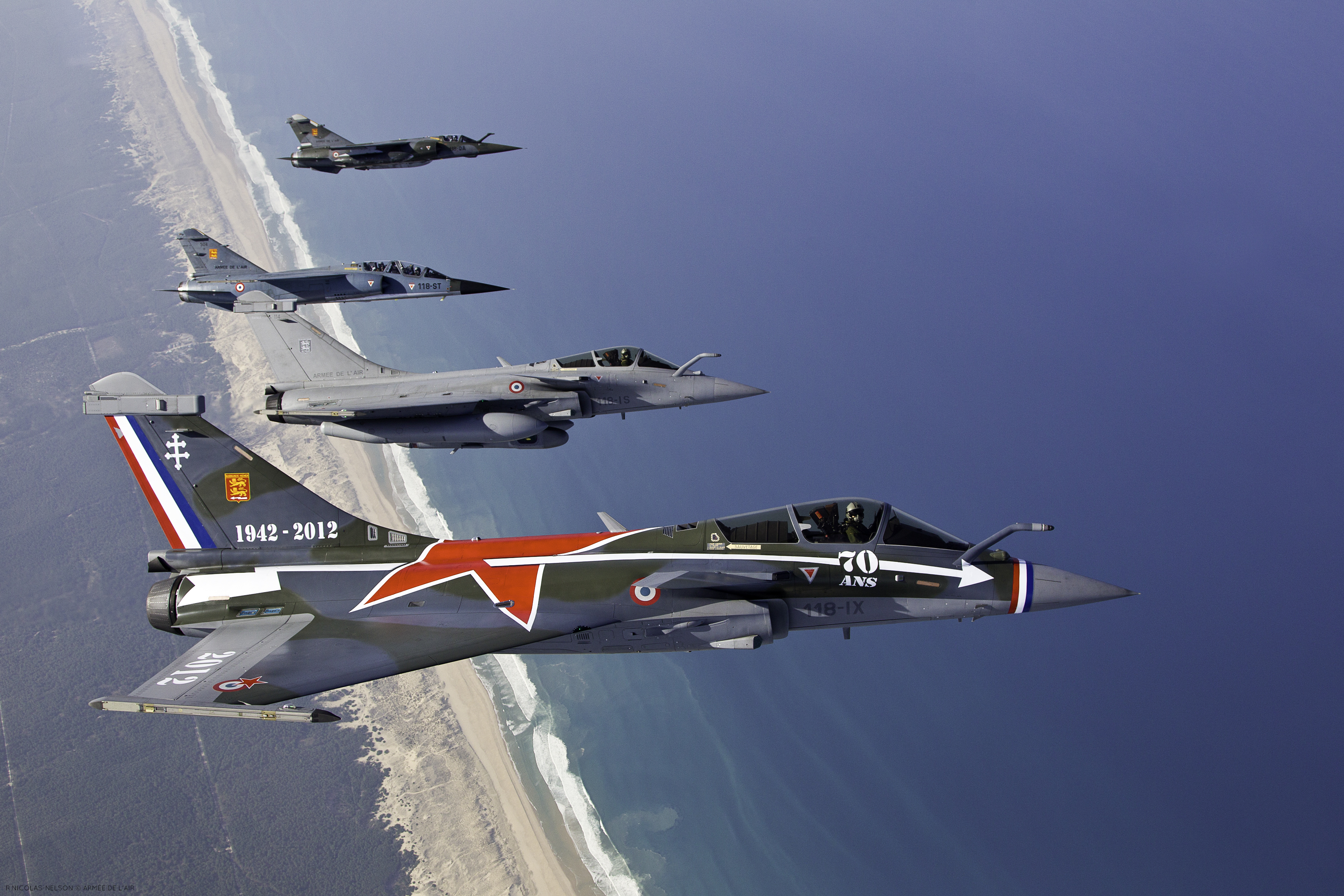
Foto ufficiale del settantesimo anniversario del Régiment de Chasse 2/30 Normandie-Niémen.

In epoca successiva l'unità prese parte a numerose missioni internazionali, spesso condotte sotto il mandato dell'ONU quali, nel 1994, l'Opération Turquoise in Ruanda e l'Opération Crécerelle (parte di spettanza francese dell'Operazione Deny Flight) in Bosnia ed Erzegovina. Nel 1995 i Mirage del "Normandie-Niémen" furono impegnati in Repubblica Centrafricana per l'Opération Almandin II (a supporto delle truppe lealiste al presidente Ange-Félix Patassé. Altri contributi furono forniti alle missioni Épervier in Ciad, Trident in Kosovo e Artémis nella provincia dell'Ituri nella Repubblica Democratica del Congo.
Il 27 giugno 2008, il "Normandie-Niémen" venne fuso con il Groupe de Chasse 1/30 "Alsace" dando vita ad una nuova unità operativa denominata Régiment de Chasse 1/30 "Normandie-Niémen", dotato di diciotto Mirage F1C e di sette F1B, destinata alla difesa aerea del territorio francese e comprendente un distaccamento permanente schierato nel Ciad. Il reparto fu successivamente dichiarato "dormiente" il 3 luglio 2009.
L'anno seguente iniziò la preparazione dei piloti per la creazione del nuovo "Escadron de Chasse 2/30 Normandie-Niémen" equipaggiato con i nuovi caccia Rafale F3 e schierato sulla base di Mont-de-Marsan, che divenne operativo nel settembre 2012, settant'anni dopo l'originaria fondazione.

### Annotazioni
1. ↑  In alfabeto cirillico "Войска противовоздушной обороны", cioè "truppe di difesa aerea".
2. ↑  In alfabeto cirillico: "303-я истребительная авиационная дивизия", traslitterato in "303-â istrebitel’naâ aviacionnaâ diviziâ" (303-â IAD).
3. ↑  Gli alleati occidentali fornirono ai sovietici aerei da caccia inglesi Hurricane e di Airacobra statunitensi.
4. ↑  Le sigle "I" e "UTI" derivano rispettivamente dalla traslitterazione dall'alfabeto cirillico dei termini "caccia" ("Istrebitel") e "caccia da addestramento" ("Uchebno Trenirovochnyi Istrebitel"); il codice numerico "26" di entrambi i velivoli ne evidenzia lo stretto legame progettuale.
5. ↑  "Gvardejskij Istrebitel’nyi Aviacionnyj Polk", "Reggimento Aereo da Caccia delle Guardie".
6. ↑  Nella grafia in lingua francese "Niémen", con accento acuto sulla prima "e".
7. ↑  Nella bibliografia si trova anche indicato come "Mikountani"

### Fonti
1. ↑  Clarke, 2015
2. 1 2 3  Clarke, 2015, p. 17.
3. 1 2 3 4 5 6 7 8 9 10 11 12 13  Genèse du Normandie-Niémen, rc230-normandieniemen.com.
4. ↑  Clarke, 2015, p. 18.
5. 1 2 3 4 5  Le régiment de chasse "Normandie-Niemen", www.ordredelaliberation.fr.
6. ↑  Clarke, 2015, p. 19.
7. ↑  Clarke, 2015, p. 22.
8. ↑  Clarke, 2015, p. 91.
9. ↑  Clarke, 2015, p. 88.
10. ↑  Clarke, 2015, p. 127.